# 北十字星
北十字星，是日本現役純種競賽馬匹。目前主要勝場有2024年東京體育盃兩歲錦標和希望錦標，以及2025年東京優駿（日本打吡）。

## 出賽前
2022年3月21日出生於北海道安平町北部牧場，成長途中在一口馬主俱樂部Sunday Racing Co. Ltd.進行馬主募集。
其後交由栗東訓練中心練馬師齊藤崇史訓練。

## 競賽生涯

### 2歲
2024年6月9日出戰東京競馬場2歲新馬戰，比賽初段順利出閘下一直保持在第二的位置，在直路上開始加速下於中段超越領放馬Arlecchino取得領先，後續繼續帶離後方也以2 1/2馬位取得首勝。

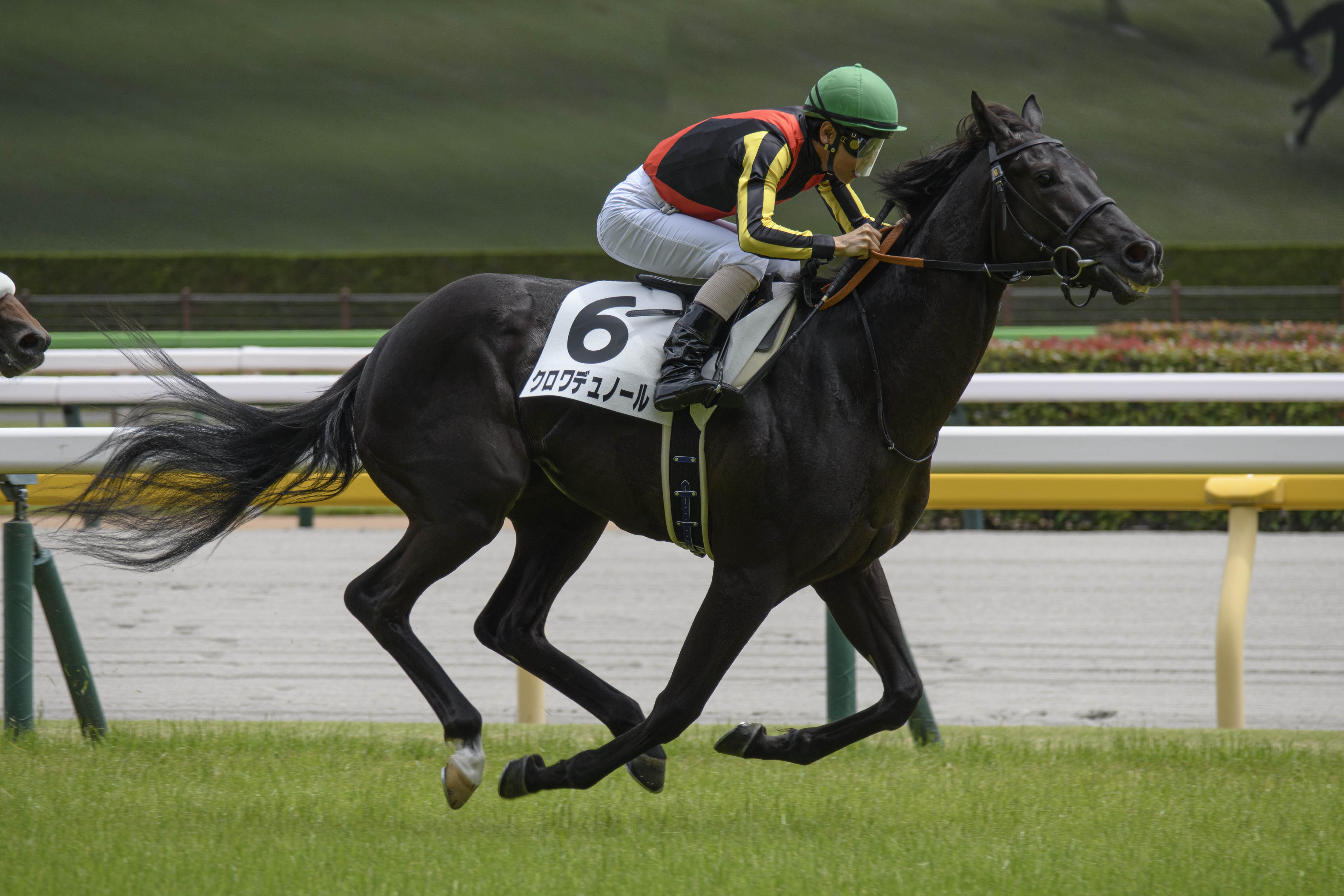
出戰新馬戰的北十字星

其後選擇出戰二級賽的東京體育盃兩歲錦標，賽前雖然體重暴增24公斤，但仍然取得第一人氣的支持。進入直路後，其保持在里見照耀及Red Kingly後方第三的位置，在第三彎道處開始迫近對手呈現並排的姿態。進入直路後，其開始加速和里見照耀展開纏鬥，最終稍為壓制對手處於上風下以1/2馬位優勢取得首個分級賽冠軍。
12月28日進軍一級賽希望錦標，賽前以1.8倍的獨贏賠率取得第一人氣的支持。比賽開始後，其未有與以往一樣搶佔先行位置，而是在外檔中團附近穩步推進，在對面直路中後段開始發力上前。進入直路後，其經已處於先頭約莫第三、四左右的位置，順利展開加速下越過前方領先的草地法師，同時繼續維持走勢下阻止神之禮的進攻，最終拉開後方2馬位取得首個一級賽勝利。
年末，其因為以無敗的姿態勝出希望錦標，以近乎全票的249票當選最佳2歲雄馬。

### 3歲
2025年直接選擇出戰皋月賞，比賽初段維持在先頭位置推進，於對面直路中後段開始抽出外檔望空，同時以在彎道處開始發力。進入直路後，其於中檔位置展開不俗的推進，在中段一度透出取得領先，可惜末段被外檔衝出的同主馬博物街超越，最終以第二落敗。
其後挑戰東京優駿（日本打吡）， 賽前仍然為第一人氣。比賽開始後，其逐步進佔前方位置展開推進，保持在約莫第三、四附近的有利位置，在第三彎道末段開始發力上前。進入直路後，其以望空的姿態開始加速衝刺，在中後段超越領放的真我下取得領先，其後亦能抵擋蒙面舞會的追擊，最終以3/4馬位優勢取得勝利，同時亦為騎師北村友一及練馬師齊藤崇史帶來首個打吡冠軍。

### 詳細賽績
| 日期       | 舉辦國家 | 馬場 | 距離   | 級別 | 賽事名稱           | 負重 | 騎師     | 馬號 | 出馬 | 名次 | 時間   | 頭馬（二馬）   |
| ---------- | -------- | ---- | ------ | ---- | ------------------ | ---- | -------- | ---- | ---- | ---- | ------ | -------------- |
| 9/6/2024   | 日本     | 東京 | 草1800 |      | 2歲新馬            | 55   | 北村友一 | 6    | 11   | 1    | 1:46.7 | （Arlecchino） |
| 16/11/2024 | 日本     | 東京 | 草1800 | GII  | 東京體育盃兩歲錦標 | 56   | 北村友一 | 4    | 9    | 1    | 1:46.8 | （里見照耀）   |
| 28/12/2024 | 日本     | 中山 | 草2000 | GI   | 希望錦標           | 56   | 北村友一 | 6    | 18   | 1    | 2:00.5 | （神之禮）     |
| 20/4/2025  | 日本     | 中山 | 草2000 | GI   | 皋月賞             | 57   | 北村友一 | 10   | 18   | 2    | 1:57.3 | 博物街         |
| 1/6/2025   | 日本     | 東京 | 草2400 | GI   | 東京優駿           | 57   | 北村友一 | 13   | 18   | 1    | 2:23.7 | （蒙面舞會）   |

## 血統簡介
父系爲一級賽七勝、2016及2017年日本馬王北部玄駒，祖父Black Tide雖二十二戰只得三勝，但血統上並不俗，爲日本最強賽馬之一大震撼的全兄。
母系Rising Cross為英國賽駒，生涯戰績不俗，曾勝出帕克山錦標，亦於葉森橡樹大賽及愛爾蘭橡樹大賽中分別取得亞軍及季軍。外祖父十字灣角為愛爾蘭生產的英國賽駒，生涯戰績優秀，曾勝出一級賽樂景傑錦標。

### 血統表
| 父線：週日寧靜系（Halo系）             |                             |              |                 |
| 種馬 北部玄駒 2012年（棗色）           | Black Tide 2001年（深棗色） | 週日寧靜     | Halo            |
| 種馬 北部玄駒 2012年（棗色）           | Black Tide 2001年（深棗色） | 週日寧靜     | Wishing Well    |
| 種馬 北部玄駒 2012年（棗色）           | Black Tide 2001年（深棗色） | 風中秀髮     | Alzao           |
| 種馬 北部玄駒 2012年（棗色）           | Black Tide 2001年（深棗色） | 風中秀髮     | Burghclere      |
| 種馬 北部玄駒 2012年（棗色）           | Sugar Heart 2005年（棗色）  | 櫻花進王     | Sakura Yutaka O |
| 種馬 北部玄駒 2012年（棗色）           | Sugar Heart 2005年（棗色）  | 櫻花進王     | Sakura Hogaromo |
| 種馬 北部玄駒 2012年（棗色）           | Sugar Heart 2005年（棗色）  | Otome Gokoro | Judge Angelucci |
| 種馬 北部玄駒 2012年（棗色）           | Sugar Heart 2005年（棗色）  | Otome Gokoro | Tizly           |
| 繁殖雌馬 Rising Cross 2003年（深棗色） | 十字灣角 1994年（棗色）     | 綠沙漠       | 單色            |
| 繁殖雌馬 Rising Cross 2003年（深棗色） | 十字灣角 1994年（棗色）     | 綠沙漠       | Foreign Courier |
| 繁殖雌馬 Rising Cross 2003年（深棗色） | 十字灣角 1994年（棗色）     | Park Appeal  | Ahonoora        |
| 繁殖雌馬 Rising Cross 2003年（深棗色） | 十字灣角 1994年（棗色）     | Park Appeal  | Balidaress      |
| 繁殖雌馬 Rising Cross 2003年（深棗色） | Woodrising 1992年（棗色）   | Nomination   | Dominion        |
| 繁殖雌馬 Rising Cross 2003年（深棗色） | Woodrising 1992年（棗色）   | Nomination   | Rivers Maid     |
| 繁殖雌馬 Rising Cross 2003年（深棗色） | Woodrising 1992年（棗色）   | Bodham       | Bustino         |
| 繁殖雌馬 Rising Cross 2003年（深棗色） | Woodrising 1992年（棗色）   | Bodham       | Cley            |
| 雌系：號族：20-c                       |                             |              |                 |
| 五代內近親交配：Busted 5×5、利法爾 5×5 |                             |              |                 |

## 命名由來
名字Croix du Nord（クロワデュノール）在法語中，意思為「北十字星」，聯想自外祖父十字灣角、父系北部玄駒的名字。

## 外部連結
- 北十字星 netkeiba.com
- 血統表